# Tiếng vọng Moskva

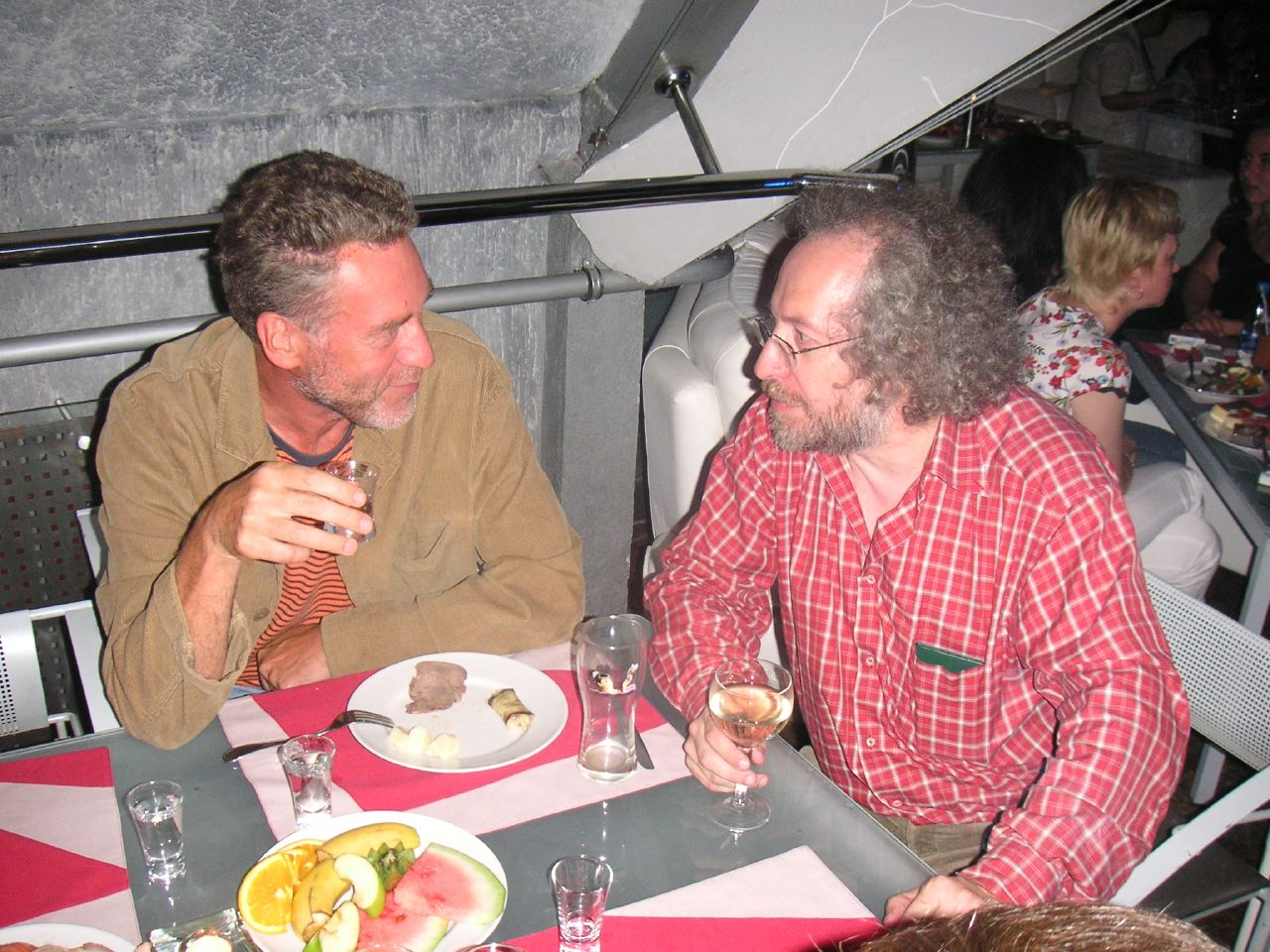
Alexey Venediktov (right), editor-in-chief of Echo of Moscow

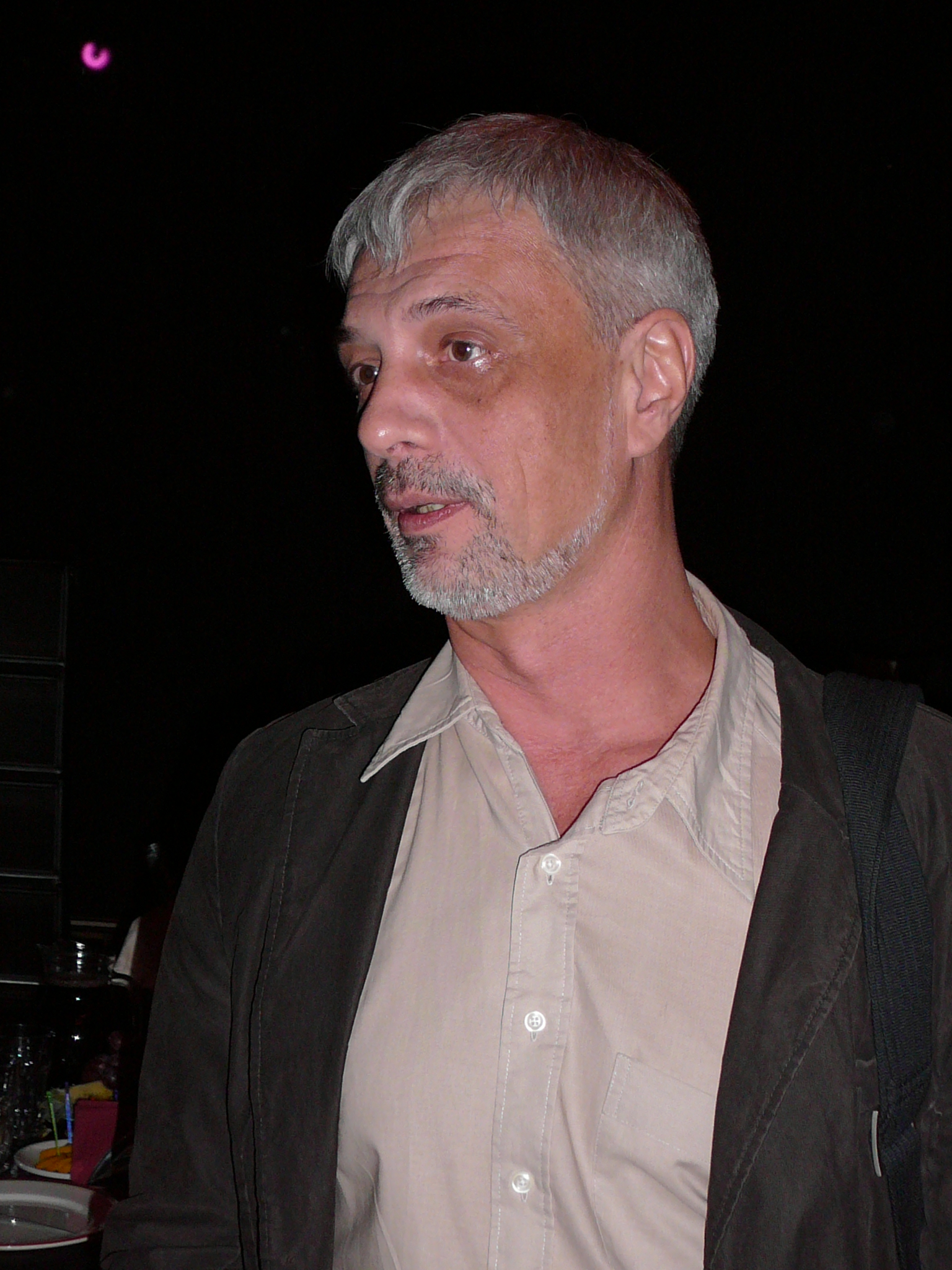
Sergey Korzun, co-founder and 1st editor-in-chief of Echo of Moscow

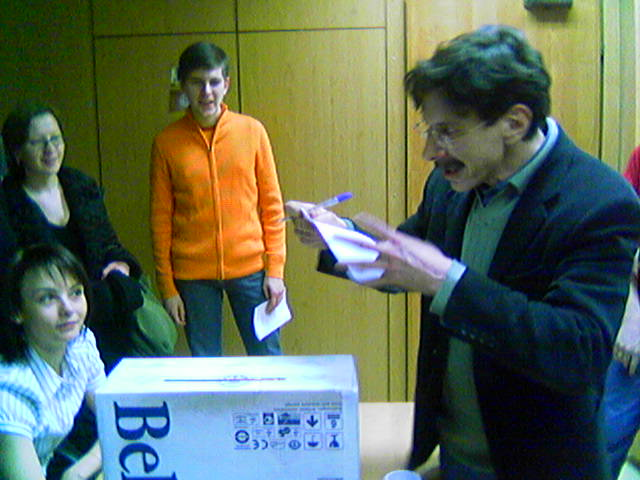
Sergey Buntman (right), co-founder of Echo of Moscow

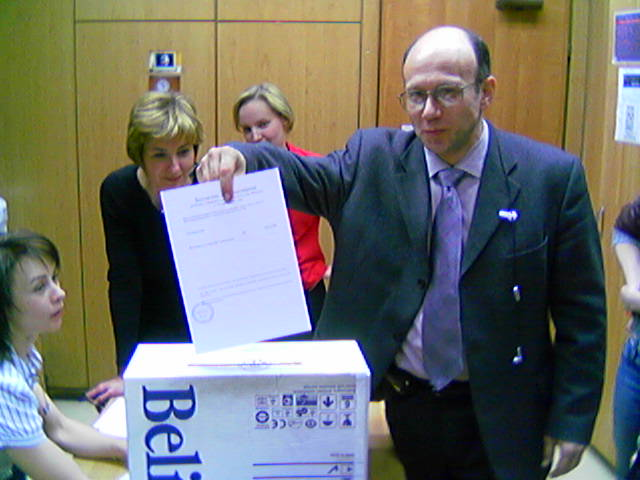
Yuri Fedutinov, General Director of Echo of Moscow

"Tiếng vọng Moskva" (tiếng Nga: Эхо Москвы) là một đài phát thanh có trụ sở tại Moskva, phát sóng trên nhiều thành phố của nước Nga, thông qua sự cộng tác của các đài địa phương, và được phát sóng trực tuyến trên Internet. Chương trình của đài chủ yếu là tin tức và chương trình đối thoại trong đó chủ đề chính là chính trị và xã hội từ các góc nhìn đa dạng. Tổng biên tập hiện nay Alexei Venediktov.

## Cấu trúc cổ phần
- Công ty truyền thông Gazprom 66%
- Nhân viên 34%

(Thông tin năm 2005.)

## Tần số
- Abakan - 71.06, 104.2 FM
- Barnaul - 69.11 FM
- Chelyabinsk - 70.70, 99.5 FM
- Chicago - 1330 AM
- Ekaterinburg - 67.46, 91.4 FM
- Zelenogorsk - 71.06 FM
- Izhevsk - 105.3 FM
- Irkutsk - 69.5 FM
- Kazan - 105.8 FM
- Krasnoyarsk - 106.6 FM
- Makhachkala - 105.2 FM
- Mirny - 102,4
- Moskva - 91.2 FM
- Nizhnevartovsk - 107.0 FM
- Nizhny Novgorod - 107.4 FM
- Orenburg - 101.3 FM
- Omsk - 70.55, 105.0 FM
- Perm - 91.2 FM
- Rostov-na-Donu - 69.44 FM
- Samara - 99.1 FM
- Saint Petersburg - 91.5 FM
- Saratov, Engels - 105.8 FM
- Tolyatti - 107.9 FM
- Tomsk - 105.0 FM
- Tumen - 72.44 FM
- Tver - 107,2 FM
- Ufa - 91.1 FM
- Ukhta - 105.0 FM
- Yaroslavl - 106.5 FM
- Vladikavkaz, Beslan - 102.8 FM
- Vologda - 105.7 FM

## Hình ảnh

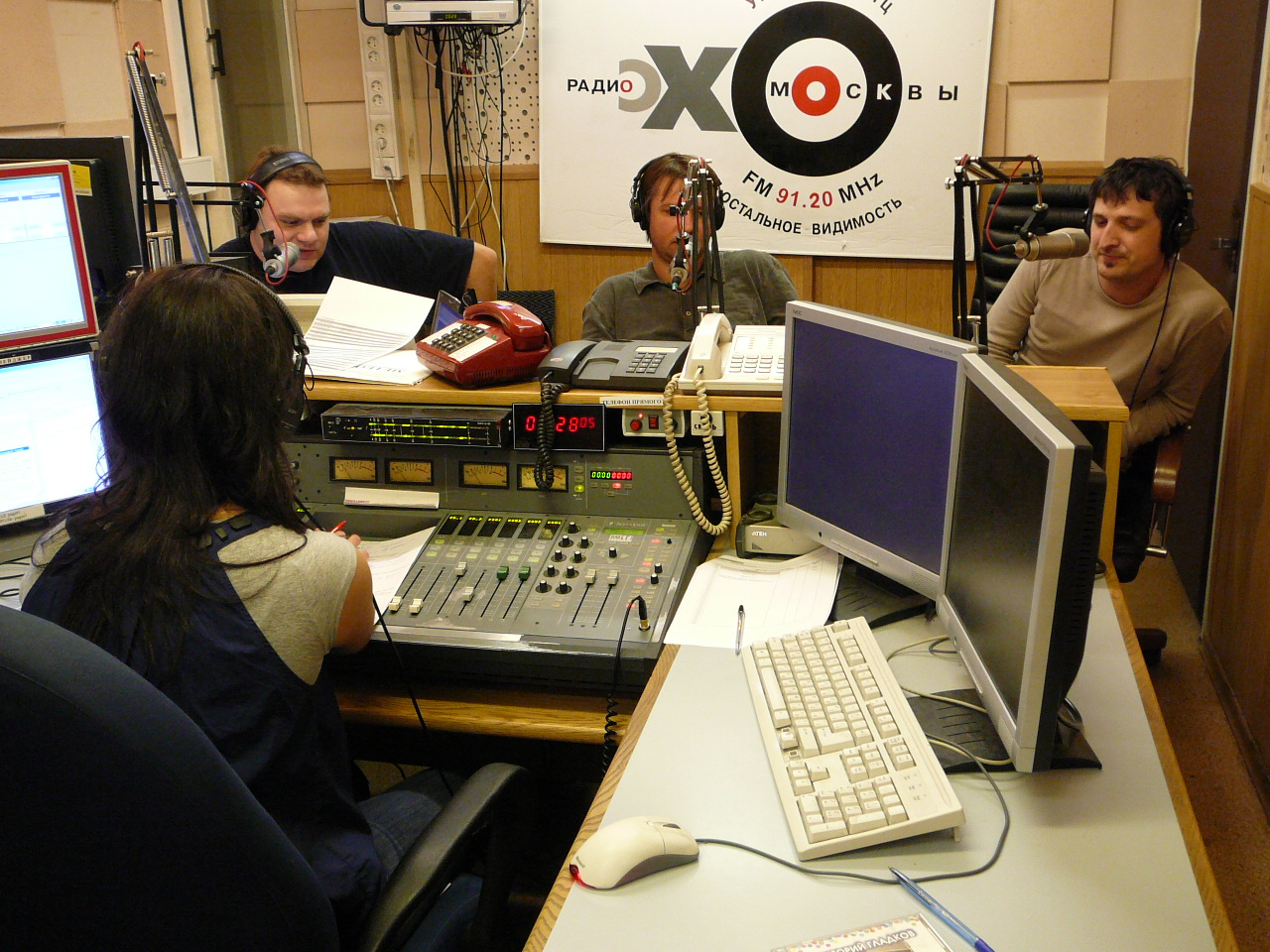
Old studio
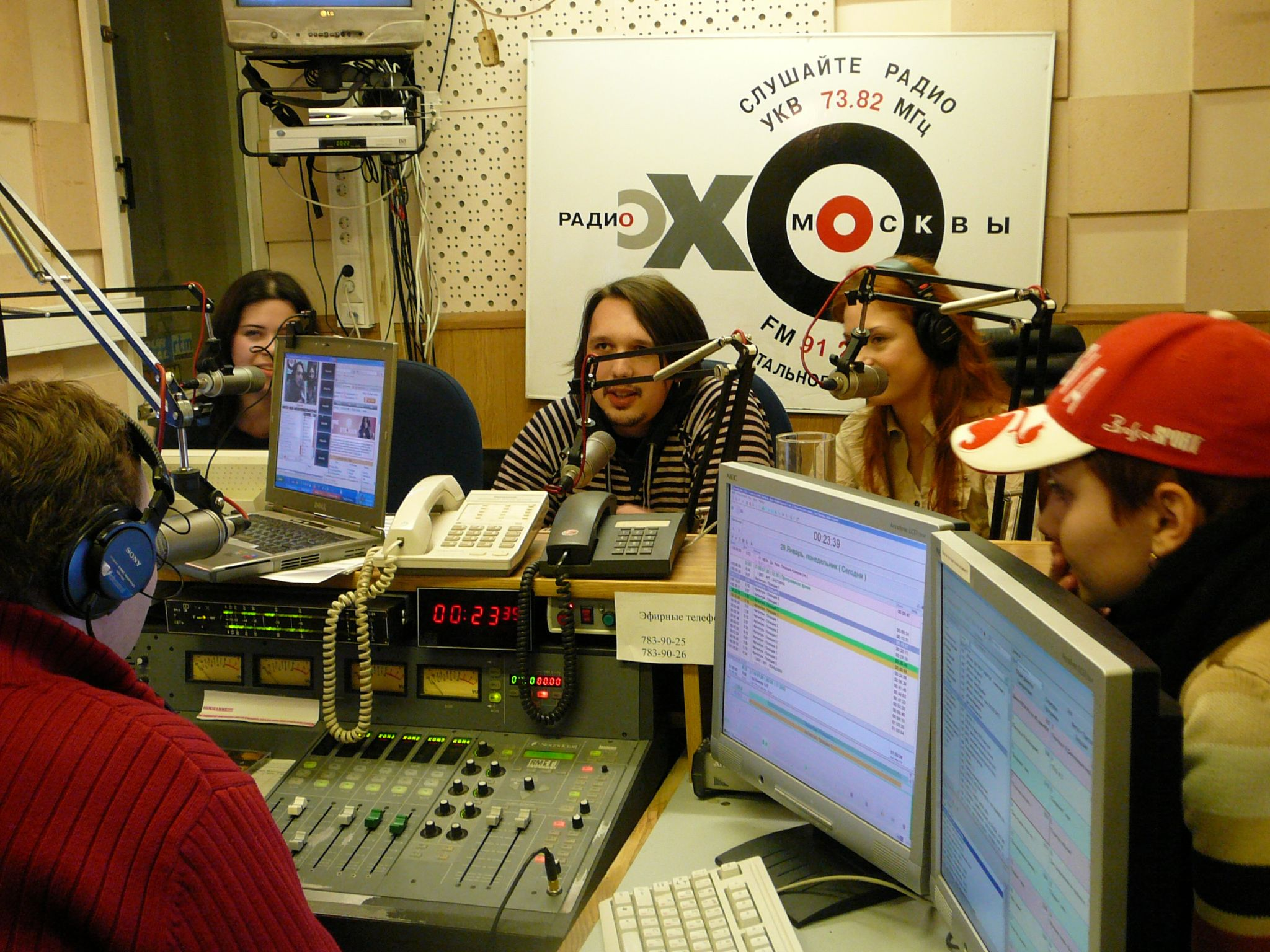
Old studio
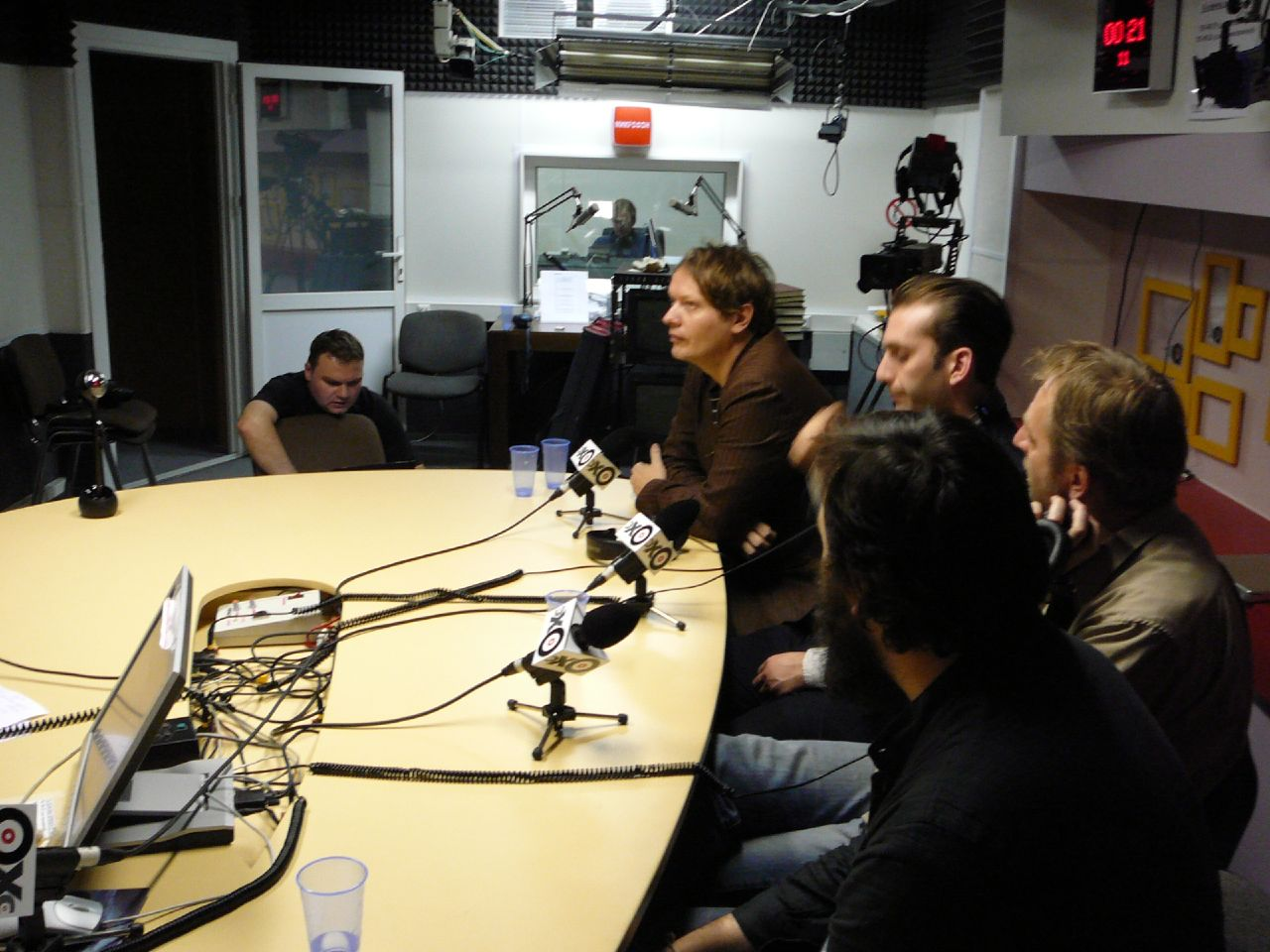
New television studio of Echo of Moscow and RTVi
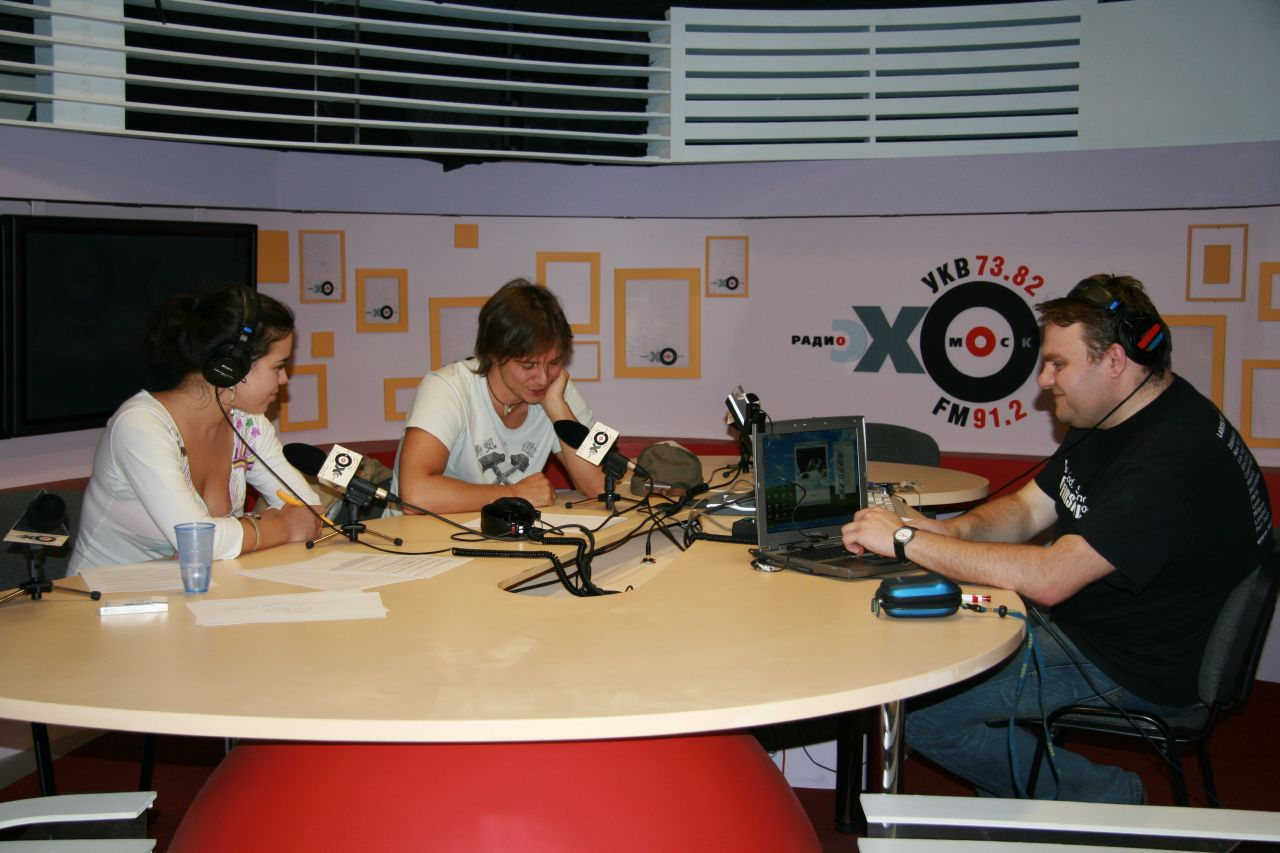
New television studio of Echo of Moscow and RTVi
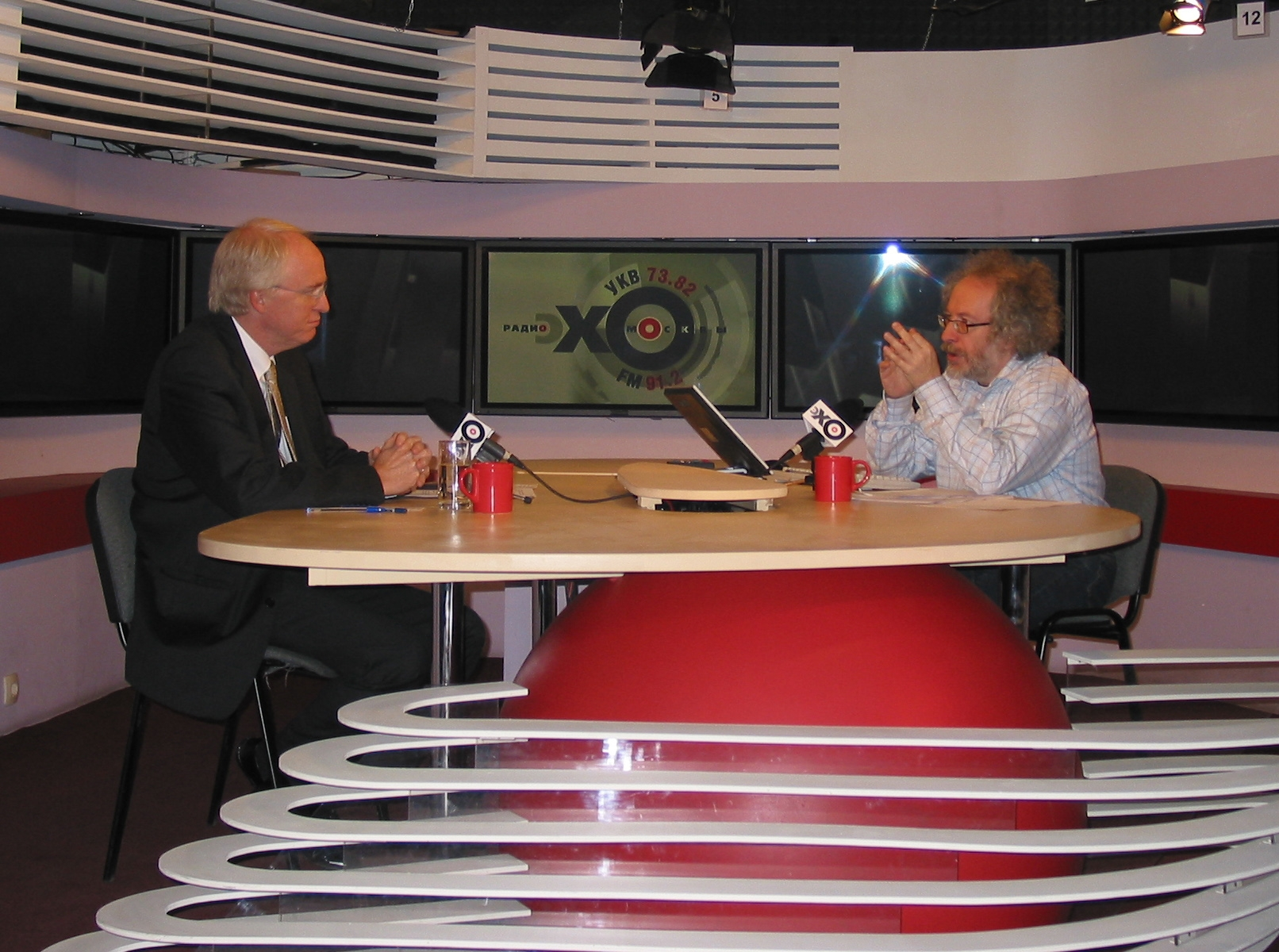
John Beyrle on Echo of Moscow
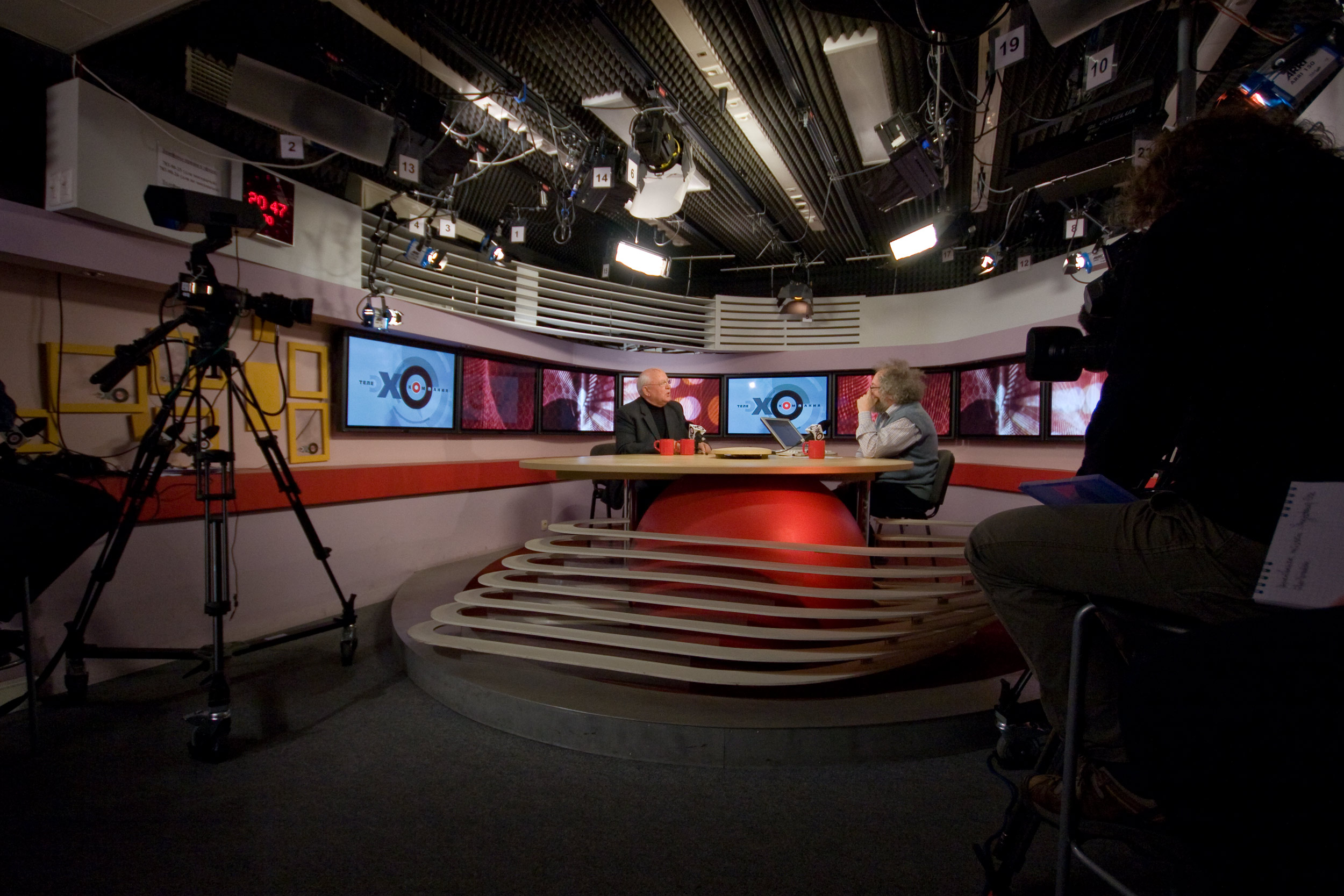
Alexey Venediktov interviews Mikhail Gorbachev in station's television studio